# Bhojavadar
Bhojavadar fou un estat tributari protegit a l'agència de Kathiawar, presidència de Bombai, format per un únic poble; el principat tenia una població total de 749 habitants el 1901. Pagava tribut al Gaikwar de Baroda i al nawab de Junagarh.